# セルヒーイ・ゴンチャール
セルヒーイ・ホンチャール（ウクライナ語: Сергій Гончар, ラテン文字転写: Serhiy Honchar；1970年7月3日 - ）は、ウクライナ・リウネ出身の自転車プロロードレース選手。日本ではロシア語: Сергей Гончарに基にセルゲイ・ゴンチャールと表記されることが多い。
1996年プロデビュー。ツール・ド・フランスの個人タイムトライアルステージでの勝利や2000年の世界選手権個人タイムトライアル優勝など、数多くの栄冠に輝いたタイムトライアルスペシャリストであるが、山岳の厳しさで知られるジロ・デ・イタリアで2004年の総合2位を筆頭に通算7度の総合トップ10入りを果たすなど、オールラウンダーとしての側面も持っている。
タイムトライアルの場面ではスプリンターも用いないような超巨大ギア を使用することで知られる。

## 所属チーム
- 1996年 イデアル
- 1997年 アキ (Aki-Safi)
- 1998年 カンティーナ・トッロ (Cantina Tollo)
- 1999年 ヴィーニ・カルディローラ (Vini Caldirola)
- 2000–2001年 リクイガス (Liquigas)
- 2002年 ファッサボルトロ (Fassa Bortolo)
- 2003–2004年 デナルディ (De Nardi)
- 2005年 ドミナ・ヴァカンツェ (Domina Vacanze)
- 2006–2007年 T-モバイル (T-Mobile Team)[2]

## 主な成績

### グランツール
1997年
ジロ・デ・イタリア 区間1勝
1998年
ジロ・デ・イタリア 区間1勝
1999年
ジロ・デ・イタリア 区間1勝
2003年
ジロ・デ・イタリア 区間1勝
2004年
ジロ・デ・イタリア 区間1勝 総合2位
2006年
ツール・ド・フランス 区間2勝
- （全て個人タイムトライアルステージ）

### ステージレース
1997年
ツール・ド・スイス区間1勝
1998年
ロンド・ファン・ネーデルランド 区間1勝
ダンケルク4日間 区間1勝
1999年
ロンド・ファン・ネーデルランド 区間1勝 総合優勝
2001年
ロンド・ファン・ネーデルランド 区間1勝 総合優勝
2005年
ジロ・デ・トレンティーノ 区間1勝

### ワンデイレース
1996年
ウクライナ選手権個人タイムトライアル優勝
世界選手権個人タイムトライアル銀メダル
1998年
ウクライナ選手権個人タイムトライアル優勝
世界選手権個人タイムトライアル銅メダル
1999年
グランプリ・デ・ナシオン優勝
2000年
世界選手権個人タイムトライアル優勝
ウクライナ選手権個人タイムトライアル優勝
2002年
ウクライナ選手権個人タイムトライアル優勝
2003年
ウクライナ選手権個人ロードレース優勝